# Polska Podziemna Armia Niepodległościowa

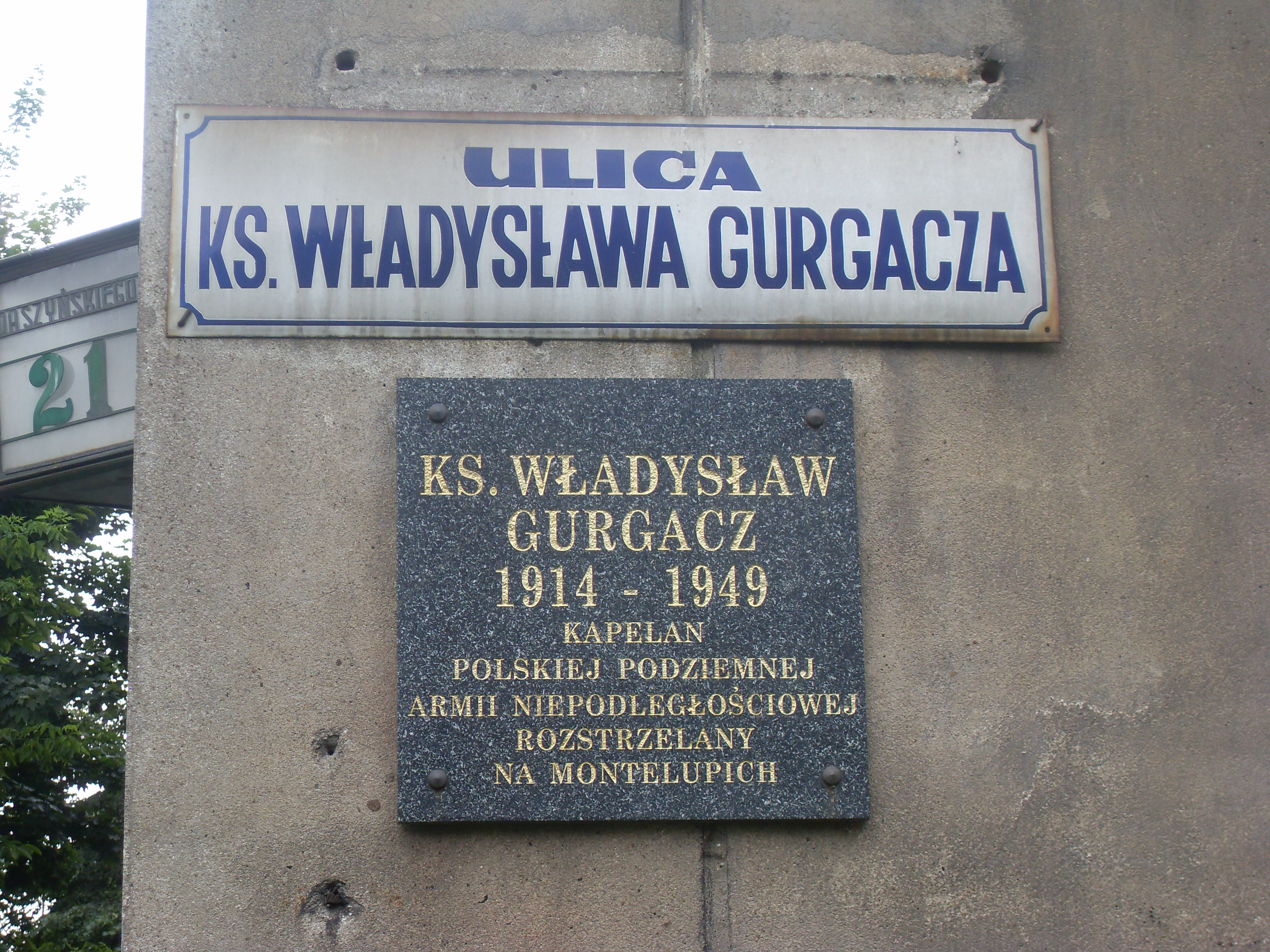
Ulica ks. Władysława Gurgacza w Krakowie

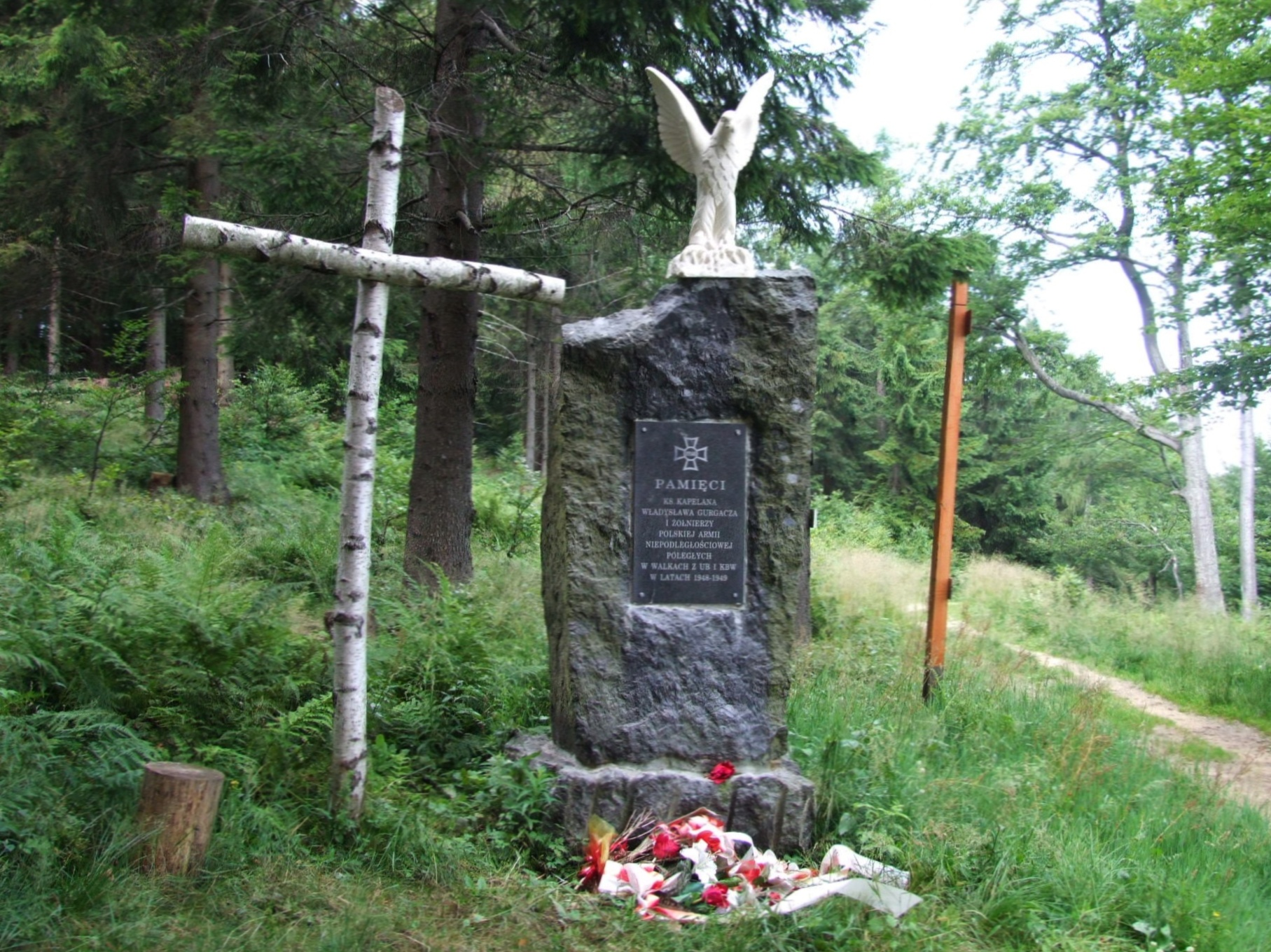
Obelisk upamiętniający ks. Władysława Gurgacza i żołnierzy PPAN na Łabowskiej Hali

Polska Podziemna Armia Niepodległościowa (PPAN) – organizacja polskiego podziemia niepodległościowego i antykomunistycznego działająca w latach 1947–1949 na terenie województwa krakowskiego. Jej pion zbrojny stanowiła tzw. „Żandarmeria”.

## Historia
Organizacja powstała na terenie Sądecczyzny w 1947. Pierwotnie miała charakter cywilny i miała skupiać się na samokształceniu i krzewieniu postaw patriotycznych. W celu ochrony działaczy i pozyskiwania funduszy na dalszą działalność głównie w drodze konfiskaty powołano jej pion zbrojny tzw. „Żandarmerie” stanowiącą oddział leśny kierowany kolejno przez Jana Matejuka i Stanisława Piórę. Komendantem organizacji był Stanisław Pióro ps. „Emir”, „Mohort”, zaś kapelanem ks. Władysław Gurgacz ps. „Sem”. 
W 1949 po nieudanej akcji przejęcia pieniędzy z jednego z krakowskich banków zostali ujęci Stefan Balicki ps. „Bylina” i Stanisław Szajna ps. „Orzeł”. W związku z aresztowaniem towarzyszy w ręce funkcjonariuszy Ministerstwa Bezpieczeństwa Publicznego oddał się również ks. Władysław Gurgacz, który 13 sierpnia 1949 został skazany w trybie doraźnym na karę śmierci przez sędziów Władysława Stasicę i Ludwika Kiełtykę. Wyrok wykonano 14 września 1949 przez rozstrzelanie w więzieniu przy ul. Montelupich w Krakowie. Stefan Balicki i Stanisław Szajna również zostali straceni. 
Do ostatecznego rozbicia PPAN doszło w sierpniu 1949 w wyniku rozpracowania przez funkcjonariuszy MBP i wprowadzenia do organizacji dwóch agentów z których jeden Czesław Kowalewski ps. „Las” dokonał prowokacji inspirując akcję fałszywego przerzutu przez granicę. 13 sierpnia 1949 po przekroczeniu granicy Czechosłowackiej członkowie PPAN wpadli w zasadzkę pod Wyżnymi Rużbachami na Słowacji. W wyniku obławy zginęło wówczas dwóch członków PPAN, a Stanisław Pióro popełnił samobójstwo. Aresztowani członkowie organizacji zostali skazani na długoletnie więzienie np. Tadeusz Ryba wyrokiem z 22 października 1949 został skazany na karę dożywotniego więzienia, zaś Józef Witowski na 15 lat więzienia.

## Upamiętnienie
W 1997 roku ciała dwóch poległych pod Rużbachami członków PPAN zostały ekshumowane i sprowadzone do Polski. 20 października 2012 przed szkołą w Maciejowej, w gminie Łabowa odsłonięto obelisk upamiętniający zamordowanych i poległych żołnierzy Polskiej Podziemnej Armii Niepodległościowej. 
We wrześniu 2016 minister obrony narodowej Antoni Macierewicz odznaczył ostatnich żyjących członków PPAN – Złotym Medalem „Za zasługi dla obronności kraju”. 2 października 2016 zmarł Józef Witowski ps. „Roland” (ur. 1927), zaś 6 października Tadeusz Ryba ps. „Jeleń” (ur. 1928) – ostatni żyjący członkowie PPAN. 5 listopada 2016 zmarł również współpracujący z PPAN – Julian Mirek ps. „Drzazga” (ur. 1928), który wraz z ojcem Mikołajem (1879–1955) oraz braćmi: Franciszkiem (1923–2009) i Michałem (1912–1998) dostarczał żywność żołnierzom „Żandarmerii” stacjonującym niedaleko Hali Łabowskiej. 1 czerwca 2017 zmarł natomiast zaprzysiężony w ramach PPAN jako jej współpracownik Jan Harnik (ur. 1931).

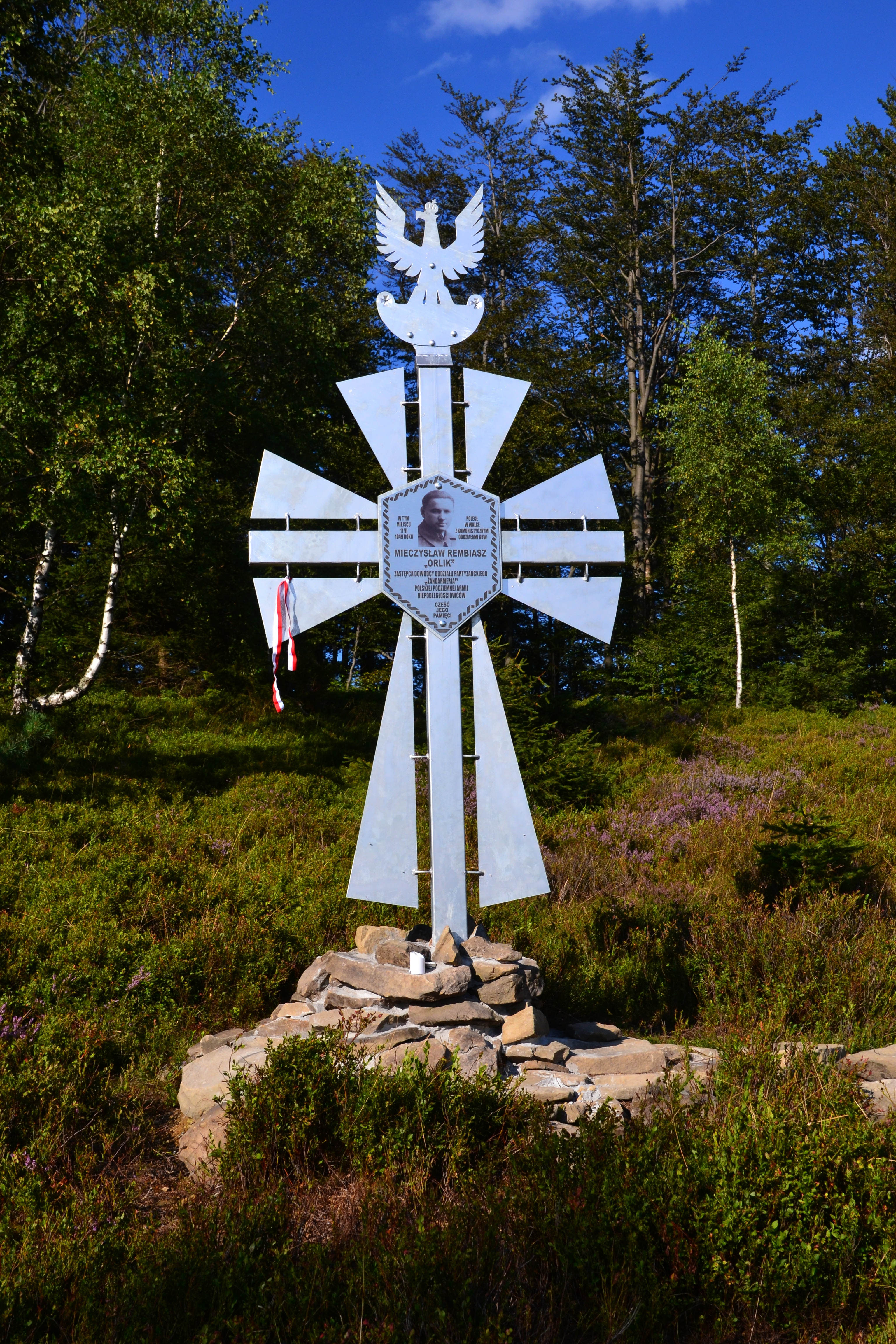
Krzyż partyzancki PPAN na Jaworzynie Kokuszańskiej, odsłonięty 22 sierpnia 2020